# فرودگاه بیسکرا
فرودگاه بیسکرا (به انگلیسی: Biskra Airport) یک فرودگاه همگانی با کد یاتا BSK است که یک باند فرود آسفالت دارد و طول باند آن ۲۹۰۰ متر است. این فرودگاه در کشور الجزایر قرار دارد و در ارتفاع ۸۸ متری از سطح دریا واقع شده‌است.

## شرکت‌های هواپیمایی و مقصدهای پروازی
| شرکت‌های هواپیمایی | مقصدهای پروازی                         |
| ----------------- | -------------------------------------- |
| هواپیمایی الجزایر | هواری بومدین، لیون-سینت اگزوپری، اورلی |
| طاسیلی ایرلاینز   | هواری بومدین                           |